# Інтернет асоціація України
Інтернет Асоціація України (ІнАУ) — Господарська асоціація, що об'єднує зусилля підприємств-членів у розвитку Інтернету в Україні. Створена в листопаді 2000 року.

## Діяльність
ІнАУ реалізує проекти, що сприяють розвитку українського сегменту глобальної мережі Інтернет, надає своїм членам їм консультаційну і юридичну підтримку і забезпечує діалог з державними органами.
ІнАУ співпрацює з комітетами Верховної Ради та іншими українськими і міжнародними громадськими організаціями, аналізує, розробляє та вносить пропозиції з коректування законодавчої і нормативної бази України.
ІнАУ організовує щорічні заходи, зокрема є одним з організаторів Українського форуму з управління Інтернетом IGF-UA. Тематикою таких заходів є:
- завдання взаємодії держави, бізнесу та громадськості у справі розбудови в Україні інформаційного суспільства;
- шляхи вирішення першочергових проблем розвитку ринку ІКТ;
- створення умов для сталого розвитку вітчизняного сегменту Інтернету.

У 2021 році спільно з Similarweb розпочато випуск щоквартального рейтингу 100 онлайн-медіа.[джерело?]

## Члени
Станом на червень 2023 року до ІнАУ входило 174 дійсних і 53 асоційованих членів.
Членами ІнАУ є найбільші українські провайдери послуг Інтернету, контент-провайдери, електронні і традиційні засоби масової інформації, постачальники устаткування, громадські організації[джерело?].

## Комітети
Діяльність членів ІнАУ проводиться в межах комітетів:
- управління інтернет-ресурсами та взаємодії з міжнародними організаціями;
- доступу до інфраструктури телекомунікацій;
- електронної комерції;
- захисту економічної конкуренції;
- захисту прав людини та свободи слова;
- телебачення, медіаконтенту та інтелектуальної власності;
- інтернет-реклами;
- інформаційно-комунікаційних технологій в освіті;
- радіотехнологій.

Діє також Ревізійна комісія.